# Inglourious Basterds

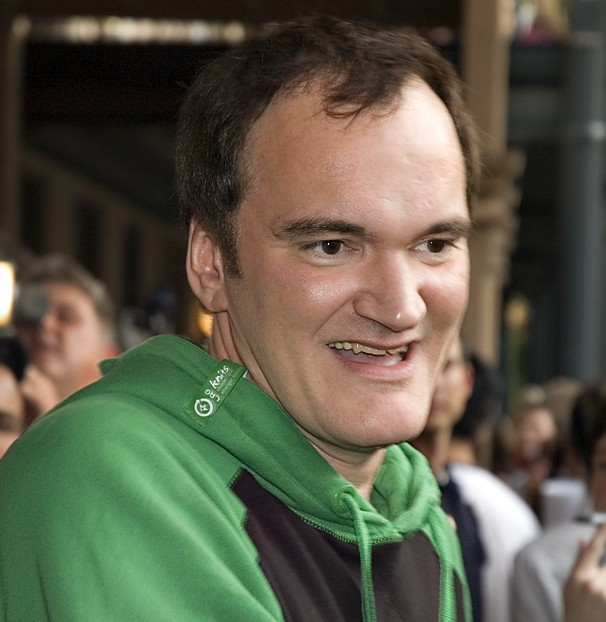
Quentin Tarantino estuvo nominado para los premios Óscar, Globos de Oro, BAFTA como mejor director.

Inglourious Basterds (titulada Malditos bastardos en España y Bastardos sin gloria en Hispanoamérica) es una película de 2009 escrita y dirigida por Quentin Tarantino, protagonizada por Brad Pitt, Christoph Waltz y Mélanie Laurent, y lanzada por The Weinstein Company en Estados Unidos y por Universal Pictures en el resto del mundo.
La película es una ficción ucrónica sobre la Alemania nazi. El estilo recuerda al spaghetti western y al cine bélico italiano de los años 1960. Christoph Waltz, que interpretó al Standartenführer Hans Landa, recibió el premio al mejor actor en el Festival de Cannes, el premio al mejor actor de reparto del Sindicato de Actores, el Globo de Oro y Óscar en la misma categoría.

## Argumento
Dos historias convergen. Una sigue a un comando de soldados cuya misión es matar nazis con la ayuda de una miembro de la resistencia alemana. La otra historia sigue a una joven judía que busca venganza por la muerte de su familia en manos de los nazis, y en cuyo cine va a reunirse la cúpula nazi en el estreno de una película.
El oficial del SD, el Standartenführer Hans Landa (Christoph Waltz), cuya personalidad recuerda al infame verdugo nazi Reinhard Heydrich se dedica a perseguir a familias judías en una región francesa. Un día, llega a una casa e interroga al dueño de la misma, Perrier LaPadite (Denis Ménochet) acerca de una familia judía desaparecida, antiguos vecinos suyos, los Dreyfus. Landa promete no molestar nunca más a su familia si le dice la verdad y LaPadite, aterrorizado, acaba confesando que están escondidos bajo el suelo de su casa, por lo que Landa ordena a sus hombres que disparen sobre el sector donde la familia se encuentra oculta. Los Dreyfus resultan asesinados con excepción de Shosanna (Mélanie Laurent), la hija mayor, a la que Landa deja escapar. La joven huye lejos del lugar, llorando aterrorizada y bañada con la sangre de su familia.
Años después, Aldo el Apache Raine (Brad Pitt), un teniente primero del ejército estadounidense, recluta a un grupo de soldados judíos, estadounidenses y alemanes con una misión: en lugar de infiltrarse como otros comandos en territorio para misiones de sabotaje y colaboración con la resistencia francesa van a dedicarse exclusivamente a matar soldados alemanes con los métodos más crueles posibles con tal de provocar terror en las filas nazis. Un día, los Bastardos emboscan a un escuadrón alemán, matándolos a casi todos. El sargento Werner Rachtman (Richard Sammel) es interrogado por Raine, que en busca de nuevos objetivos, quiere saber dónde hay más patrullas alemanas, y con qué efectivos y material cuentan los alemanes en la zona. Werner se niega, y Raine le dice que si no habla, le dirá al sargento Donny Oso Judío Donowitz (Eli Roth), conocido por golpear a los nazis con un bate de béisbol en la cabeza, que lo mate. Raine le pregunta por última vez y Werner, de nuevo rehúsa a responder, por lo que Raine llama a Donowitz, que mata a Werner a golpes con el bate. El único sobreviviente, el soldado Butz, le dice aterrorizado a Raine todo lo que los Bastardos desean saber. Raine le advierte que de contar la verdad a sus superiores, será asesinado por traidor, por lo que le induce a alegar que le dejaron ir para que le pudiera contar a todos los alemanes qué les pasará cuando se encuentren con los Bastardos. Luego le pregunta qué hará después de la guerra y Butz le dice que abrazará a su madre y quemará su uniforme nazi. Disconforme con la respuesta, ya que eso ocultaría el hecho de que fue un nazi, Raine le marca una esvástica en la frente con un cuchillo. Cortarle el cuero cabelludo a los muertos, dejar a un solo sobreviviente para que corra el rumor, y marcarle una esvástica en la frente con un cuchillo de caza, se revela como el modus operandi de los Bastardos. Los rumores llegan hasta el mismo Adolf Hitler (Martin Wuttke), quien le ordena al soldado Butz que no divulgue ni una sola palabra de lo sucedido y se propone aniquilar a los Bastardos.
La tercera historia que se entrecruzará con las otras dos es la de una actriz alemana que trabaja para los británicos, llamada Bridget von Hammersmark (Diane Kruger), que pretende reunirse con el teniente británico Archie Hicox (Michael Fassbender), acompañado por los Bastardos Hugo Stiglitz (Til Schweiger) y Wilhelm Wicki (Gedeon Burkhard), todos con uniformes de oficiales alemanes. La cita se da en una taberna llamada La Louisiane, en la localidad francesa imaginaria de Nadine. Pero un grupo de soldados alemanes de permiso, -celebrando que uno de ellos ha tenido un hijo- y un inquisitivo oficial de la Gestapo, Dieter Hellstrom (August Diehl), desbaratarán la cita con resultados nefastos para todos. Este oficial descubre la trampa y se da un tiroteo en el que mueren todos los alemanes, el teniente y los dos "Bastardos". La actriz resulta herida en la pierna izquierda. En la huida, deja allí sus zapatos, que son encontrados por el oficial Hans Landa además de una dedicatoria firmada en una servilleta con su nombre al hijo del soldado Wilhelm (Alexander Fehling) que había sido padre, con lo cual queda totalmente identificada. 
Las historias paralelas desembocan cuando la bella dueña de un cine francés, que se hace llamar Emanuelle Mimieux (quien en realidad es la fugada judía Shosanna Dreyfus), llama la atención del asistente del ministro de la Propaganda nazi Joseph Goebbels (Sylvester Groth). El asistente es un héroe de la Wehrmacht llamado Fredrick Zoller (Daniel Brühl), famoso por abatir a doscientos cincuenta soldados aliados como francotirador desde un campanario en Italia, y que se interpreta a sí mismo en una película recreando estos hechos. Él intenta conquistar a la bella francesa Emanuelle, mientras convence a Goebbels de llevar a cabo el estreno de la película en su cine, al cual asistirán miembros de la cúpula nazi, incluyendo a Hitler. Zoller ignora que Emanuelle/Shosanna se valdrá de su galanteo para sus fines de venganza. Shosanna maneja el cine con un joven negro llamado Marcel, quien es además su pareja.
Tanto Shosanna como Bridget se verán acosadas por Hans Landa, quien descubrirá la trama del complot al encontrarse con Omar Ulmer, Aldo Raine y Donny Donowitz en el cine de Shosanna durante la noche del estreno, infiltrándose como acompañantes de Bridget von Hammersmark. Al descubrir la relación entre Bridget y la reunión fallida de los Bastardos en la taberna, Landa estrangula a la actriz hasta provocarle la muerte, para luego capturar a Aldo Raine y Smithson Utivich (B. J. Novak). En la sala del proyector Shosanna dispara a Zoller, luego de que él la interrumpe, pero este logra matarla antes de morir. Mientras Marcel incendia el cine usando las cintas de película, los Bastardos Donowitz y Omar empiezan a disparar a todos los que están allí durante el incendio, asesinando a Hitler y a Goebbels. Finalmente, unas bombas que los Bastardos habían llevado, explotan. Minutos antes de la explosión, Aldo Raine y Utivich logran negociar con Landa un acuerdo por el cual él no advierte al alto mando nazi sobre los explosivos a cambio de asilo en territorio estadounidense y un salvoconducto, entre otros privilegios. Proceden a atravesar la frontera con el exoficial nazi y, aprovechando el agujero legal dejado por su lista de condiciones, Raine y Utivich matan al oficial acompañante de Landa (ya que sólo querían al oficial superior) y le dicen que como fue leal a la Alemania nazi, si dependiera de ellos, no se quitaría el uniforme (que prueba su lealtad) nunca, pero llegado a su destino lo hará; así que, con su cuchillo, Raine le hace en la frente el símbolo que les dejan a sus supervivientes: la esvástica.

## Selección de reparto

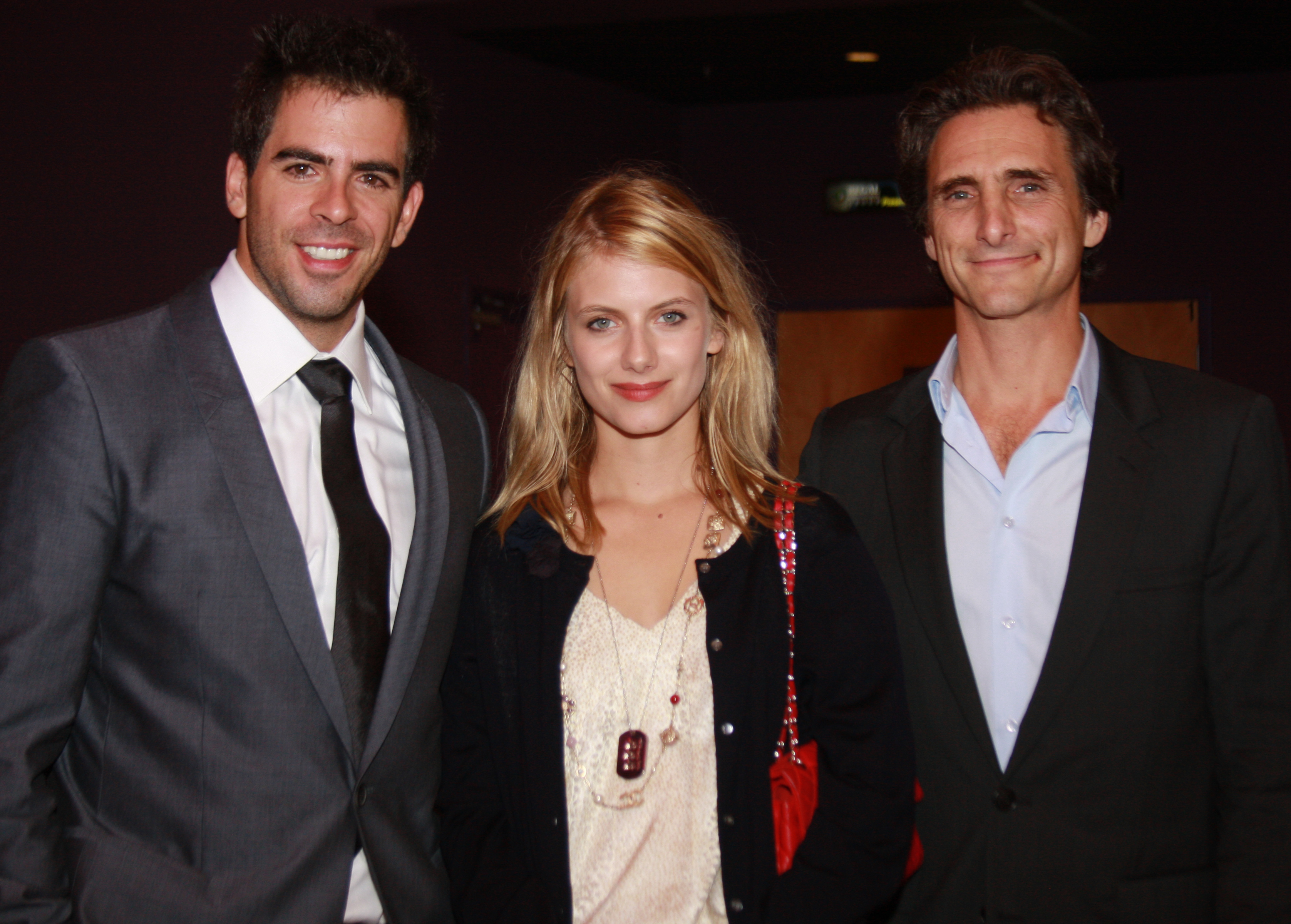
Eli Roth, Melanie Laurent y Lawrence Bender.

Desde el comienzo del siglo XXI, el director Quentin Tarantino estuvo escribiendo varios guiones, incluido uno de una película de aventuras de la Segunda Guerra Mundial que pronto llevaría a ser Inglourious Basterds. Este guion está basado en el filme de Enzo G. Castellari de 1978 llamado Aquel maldito tren blindado (conocido por su título en inglés Inglourious Bastards), pero no es un remake de este. Tarantino describió la primicia en octubre de 2001: «Es una película de un montón de tipos en una misión, un tipo de cosa como The Dirty Dozen o Where Eagkes Dare o Los cañones de Navarone».
La primicia comenzó como una película western y evolucionó luego a una versión de la Segunda Guerra Mundial de Il buono, Il brutto, Il cattivo. La historia tiene lugar en una Francia ocupada por los nazis. Esta cambió a tratar sobre dos unidades rebeldes del ejército de los Estados Unidos que «tenían el hábito de escalpar alemanes» antes cambiar de nuevo.
El actor Michael Madsen, quien apareció en la película de Tarantino Reservoir Dogs, originalmente iba a participar en Inglourious Basterds, la cual había sido programada para ser lanzada en 2004. Para 2002, Tarantino se dio cuenta de que Inglourious Basterds iba a ser una película mucho más grande de lo que originalmente había planeado y vio que otros directores estaban trabajando en películas sobre la Segunda Guerra Mundial. Tarantino produjo tres guiones casi en su totalidad y dijo: «Es uno de los mejores guiones que he hecho, pero no le puedo encontrar un final». El director puso en espera esta película y comenzó a trabajar en la película de dos partes, Kill Bill (2003-2004) con la actriz Uma Thurman. Después de completar Kill Bill, Tarantino redujo el guion que era lo suficiente para tres producciones, a uno de 222 páginas. El director finalmente planeó comenzar la producción de Inglourious Basterds a finales de 2005. La primicia revisada se centraba en un grupo de soldados que escaparon de su ejecución y se embarcaron en una misión para ayudar a los aliados. El director describió que los hombres «no eran los héroes típicos que son lanzados a resolver un gran asunto durante la Segunda Guerra Mundial».
Tarantino también solicitó que se presentara la película como un spaghetti western que se desarrolla en la Francia ocupada por los nazis. Él explicó su intento:

Voy a encontrar un lugar que se parezca, de alguna forma, a las localizaciones españolas de los spaghetti westerns, una tierra de nadie. Con los soldados estadounidenses y los campesinos franceses y la resistencia francesa a la ocupación nazi. Así va a ser realmente mi spaghetti western, pero con la iconografía de la Segunda Guerra Mundial. Pero la cosa es, no voy a ser puntualmente específico en la película. No solo voy a poner un montón de Édith Piaf y Andrews Sisters. Voy a tener rap y también puedo hacer lo que quiera. Es acerca de llenar las vísceras. [...] [La película] Va a ser épica y va a tener mi muestra del campo de batalla sociológico del tiempo con el racismo y el barbarismo de todos los lados, el lado nazi, el lado estadounidense, los soldados negros y judíos y los franceses, porque todo se desarrolla en Francia.
Quentin Tarantino

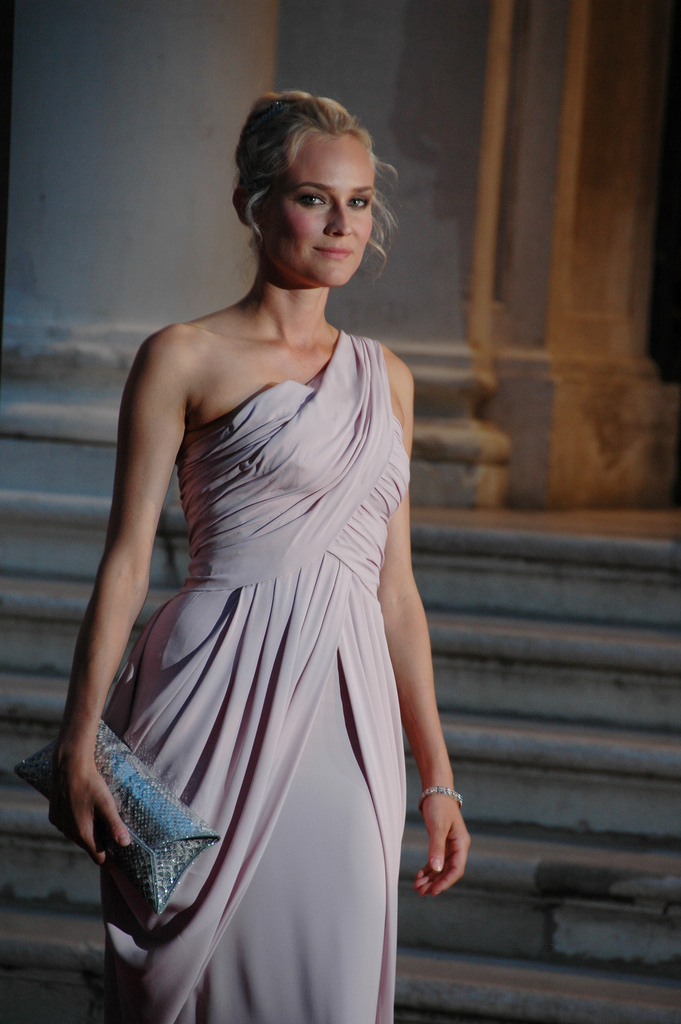
Diane Kruger encarnó a la actriz Bridget von Hammersmark, una alemana al servicio de los aliados.

Tarantino planeó que la película se desarrolle cerca del tiempo del Día D (6 de junio de 1944) y lo que le sigue.
En noviembre de 2004, el director decidió poner en espera la producción de Inglourious Basterds y, en cambio, grabar una película de kung-fu totalmente en mandarín. Tarantino al final dirigió la película de 2007 Grindhouse en su lugar, retomando su trabajo en Inglourious Basterds después de finalizar la promoción de Grindhouse.
El director se unió con la compañía The Weinstein Company para preparar la producción de Inglourious Basterds. En septiembre de 2007, The Irish Times informó que la película estaba programada para ser lanzada en 2008, escribiendo, «Inglourious Basterds, una película de guerra que eventualmente se va a parecer a The Dirty Dozen unida con La cruz de hierro, ha sido predicha más veces que la segunda llegada del Señor».
Tarantino originalmente solicitó a Leonardo DiCaprio para que fuera seleccionado como Hans Landa, un líder nazi buscado por la resistencia. El director decidió en cambió que el personaje fuera interpretado por un actor austríaco, Christoph Waltz; una muy afortunada elección, porque su interpretación como Hans Landa ha sido elogiada por la crítica, debido a su intensidad y su increíble capacidad políglota, y acabó por ser merecedora de numerosos premios. Waltz fue, de hecho, quien ganó el único premio Oscar que recibió la cinta de Tarantino en la edición de 2010.
El director también consideró a Nastassja Kinski para interpretar a una actriz alemana y a David Krumholtz para el papel de un miembro del equipo de Raine. Tarantino también buscó la participación de Simon Pegg como un teniente británico, pero Pegg dejó el proyecto por problemas de agenda.
Existía el fuerte rumor de que Tarantino seleccionaría a grandes iconos del cine de acción como Sylvester Stallone, Bruce Willis y Arnold Schwarzenegger para los papeles principales, rumores que fueron desmentidos por el director antes de la producción. El actor Adam Sandler dijo que él y el director habían tenido conversaciones acerca de su participación en la película durante estos años, pero el actor tuvo que rechazar el rol por conflictos de agenda debido a una película en la que pensaba trabajar con Judd Apatow.

## Reparto

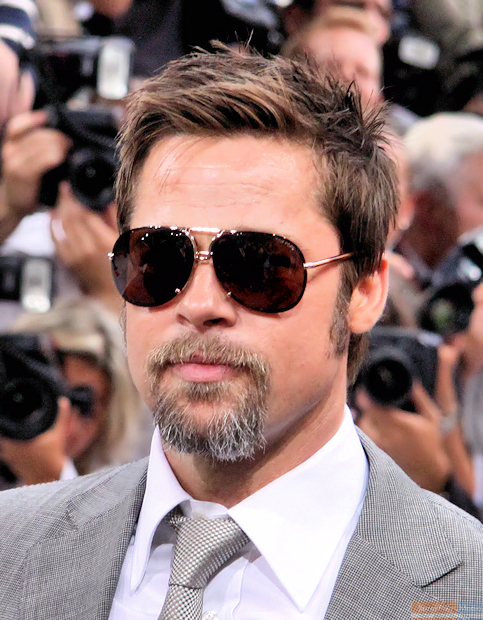
Brad Pitt en el estreno de la película en Berlín, en 2009.

- Brad Pitt como el teniente Aldo Raine "El Apache", un oficial originario de Tennessee quien forma un equipo de ocho soldados estadounidenses judíos. El personaje ha sido descrito como «un criminal influenciable y de espíritu libre» similar a Jules Winnfield, de Pulp Fiction.[18]
- Christoph Waltz como el coronel Hans Landa, el Cazajudíos, un asesino de judíos que mata a la familia de Shosanna.
- Mélanie Laurent como Shosanna Dreyfus / Emmanuelle Mimieux, una joven francesa judía a quien los nazis dejaron huérfana al matar a toda su familia y a la vez que el general Fenech, también trama un plan para asesinar a todos los líderes nazis.
- Michael Fassbender como Archie Hicox, teniente del ejército británico.
- Eli Roth como el sargento Donnie Donowitz, llamado el Oso Judío, asesino de nazis.
- Diane Kruger como Bridget Von Hammersmark, actriz alemana de la época, y agente al servicio de los Aliados.
- Daniel Brühl como Frederick Zoller, un cabo y héroe de guerra alemán que se siente fuertemente atraído a Shosanna.
- Til Schweiger como Hugo Stiglitz, un alemán psicópata que asesina nazis.
- Gedeon Burkhard como Wilhelm Wicki, traductor de «los Bastardos de Aldo».
- B. J. Novak como Smithson Utivitch, soldado judío norteamericano.
- Samm Levine como el soldado Hirschberg.
- Omar Doom como Omar Ulmer.
- Paul Rust como Andy Kagan.
- Christian Berkel como Eric.
- August Diehl como Dieter Hellstrom, mayor de la Gestapo.
- Julie Dreyfus como Francesca Mondino, asistente personal y traductora de Joseph Goebbels.
- Sylvester Groth como Joseph Goebbels.
- Jacky Ido como Marcel, ayudante y novio de Shosanna.
- Denis Ménochet como Perrier LaPadite, el lechero francés que ocultaba a la familia judía.
- Mike Myers como el general Ed Fenech, el «cerebro militar» británico que hace el plan para asesinar a los líderes nazis.[22]
- Rod Taylor como Winston Churchill.[23]
- Martin Wuttke como Adolf Hitler.
- Michael Bacall como el soldado Michael Zimmerman.
- Cloris Leachman como la Sra. Himmelstein.
- Léa Seydoux como Charlotte LaPadite.
- Samuel L. Jackson como el narrador.
- Sönke Korres como Hermann Goering
- Un actor sin acreditar como Martin Bormann

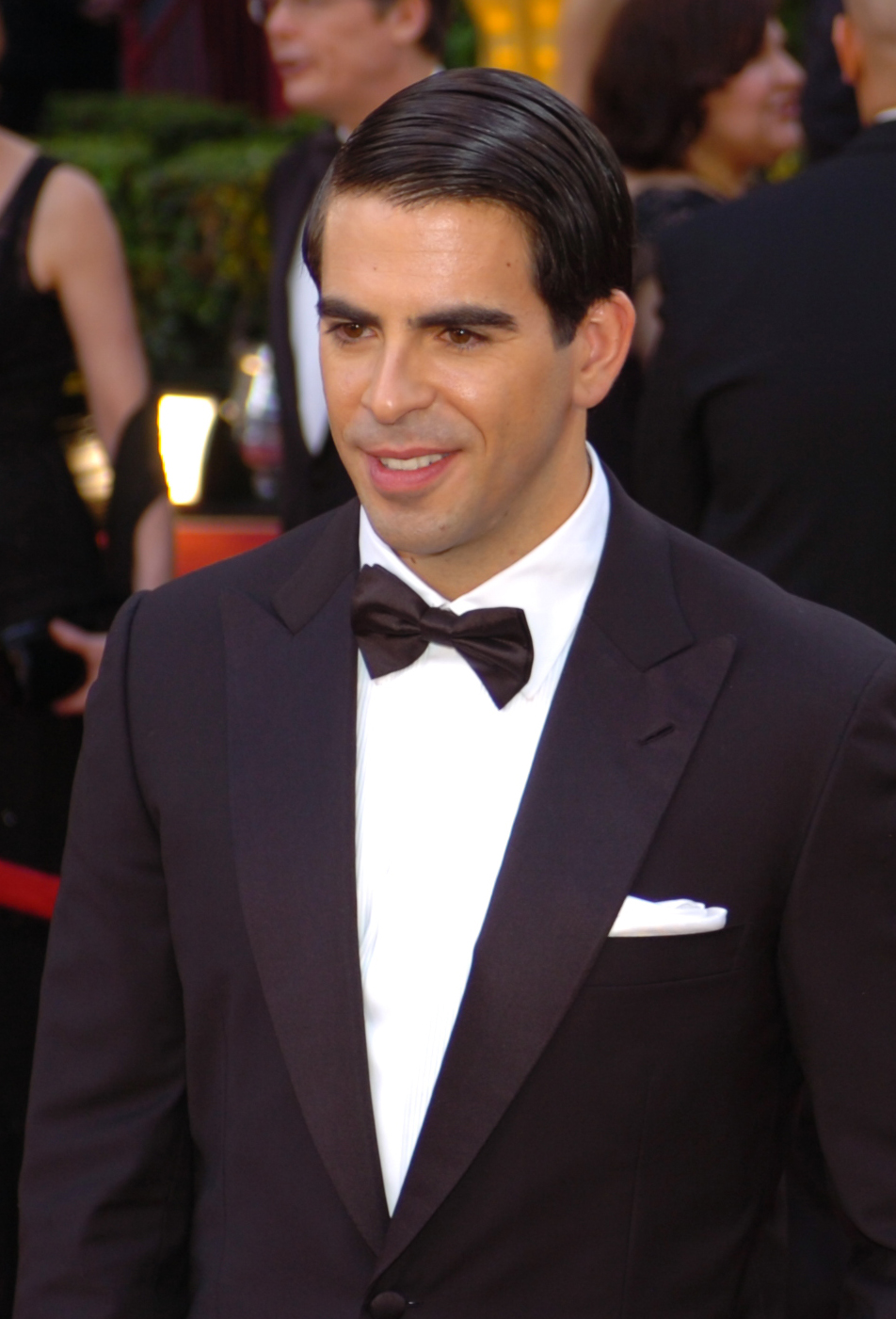
Eli Roth interpreta al sargento Donnie Donowitz.

## Premios

### Premios Óscar
| Año  | Categoría               | Persona                                  | Resultado |
| ---- | ----------------------- | ---------------------------------------- | --------- |
| 2009 | Mejor Película          | Mejor Película                           | Candidato |
| 2009 | Mejor Director          | Quentin Tarantino                        | Candidato |
| 2009 | Mejor Actor de Reparto  | Christoph Waltz                          | Ganador   |
| 2009 | Mejor Guion Original    | Quentin Tarantino                        | Candidato |
| 2009 | Mejor Fotografía        | Robert Richardson                        | Candidato |
| 2009 | Mejor Montaje           | Sally Menke                              | Candidata |
| 2009 | Mejor Mezcla de Sonido  | Michael Minkler Tony Lamberti Mark Ulano | Nominados |
| 2009 | Mejor Edición de Sonido | Wylie Stateman                           | Nominados |

### Globos de Oro
| Año  | Categoría              | Persona                | Resultado |
| ---- | ---------------------- | ---------------------- | --------- |
| 2009 | Mejor Película - Drama | Mejor Película - Drama | Candidata |
| 2009 | Mejor Director         | Quentin Tarantino      | Candidato |
| 2009 | Mejor Actor de Reparto | Christoph Waltz        | Ganador   |
| 2009 | Mejor Guion            | Quentin Tarantino      | Candidato |

### Premios BAFTA
| Año  | Categoría                  | Persona                          | Resultado |
| ---- | -------------------------- | -------------------------------- | --------- |
| 2009 | Mejor Director             | Quentin Tarantino                | Candidato |
| 2009 | Mejor Guion Original       | Quentin Tarantino                | Candidato |
| 2009 | Mejor Actor de Reparto     | Christoph Waltz                  | Ganador   |
| 2009 | Mejor Fotografía           | Robert Richardson                | Candidato |
| 2009 | Mejor Montaje              | Sally Menke                      | Candidata |
| 2009 | Mejor Diseño de Producción | David Wasco Sandy Reynolds Wasco | Nominados |

### Premios del Sindicato de Actores
| Año  | Categoría               | Persona         | Resultado |
| ---- | ----------------------- | --------------- | --------- |
| 2009 | Mejor Reparto           | Melanie Laurent | Ganadora  |
| 2009 | Mejor Actor de Reparto  | Christoph Waltz | Ganador   |
| 2009 | Mejor Actriz de Reparto | Diane Kruger    | Candidata |